# 宮野達也
宮野 達也（みやの たつや、1990年5月16日 - ）は、日本の俳優。

## 経歴
- キリンプロに所属。
- 身長173cm。
- 趣味：野球他。

## テレビ
- 大奥 第一章（フジテレビ）
- いつでも笑みを!（関西テレビ）
- 大奥SP
- 新・京都迷宮案内（テレビ朝日）

## CM
- サンガリア「氷晶」
- 京阪電車「おけいはん」